# Alphabet ouïghour

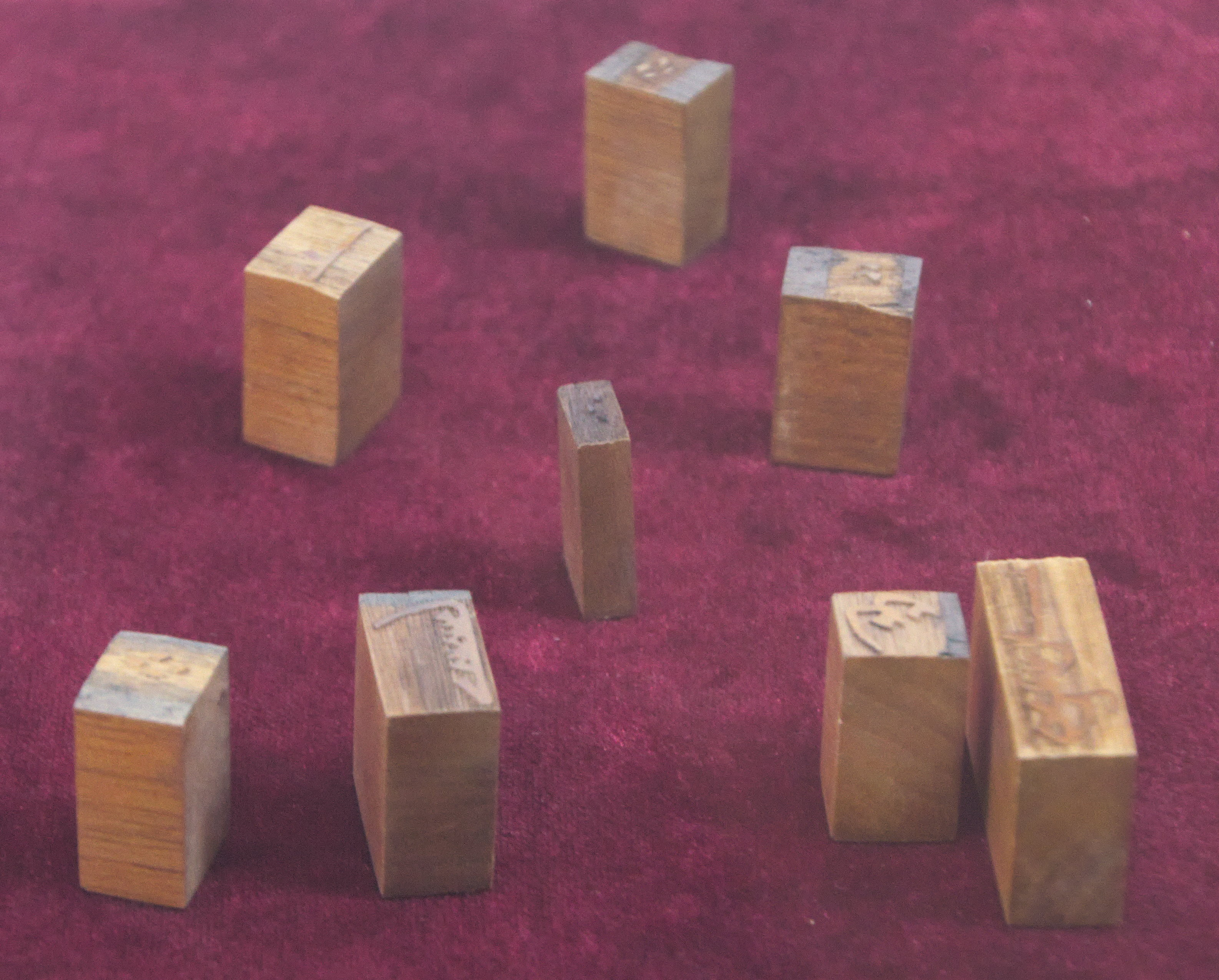
Caractères mobiles en bois en alphabet ouïghour datant du XIIe siècle au XIIIe siècle, découverts dans les grottes de Mogao. Ce sont les plus anciens exemplaires de caractères mobiles jamais découverts.

Cet article concerne Alphabet ouïghour ancien. Pour le peuple ouïghour, voir Ouïghours. Pour langue ouïghour, voir Ouïghour.
L'alphabet ouïghour a été utilisé pour écrire le vieil-ouïghour, une variété de vieux-turc parlée à Tourfan et qui est l'ancêtre du yugur occidental, dont on donne parfois l’appellation de vieux ouïghour, car ce système d'écriture n'est plus utilisé pour écrire la langue ouïghoure qui utilise à la place une adaptation de l'abjad arabe appelée écriture ouïghoure arabisée. Les Ouïghours de Mongolie utilisaient encore l'alphabet de l'Orkhon, une écriture proche des runes, de l'étrusque ou du tifinagh, ils ont adopté cette écriture dans le royaume ouïghour de Qocho, lorsqu'ils ont migré à Tourfan en 840 fuyant les invasions kyrgyz de leur empire. C'était une adaptation de l'alphabet sogdien utilisé pour les textes bouddhistes, manichéens et chrétiens pendant 700 à 800 ans à Tourfan. Cependant, contrairement au sogdien, l'écriture ne se fait plus horizontalement et de droite à gauche mais verticalement et de gauche à droite. Parallèlement, l'ouïghour était aussi écrit avec l'alphabet syriaque pour les documents chrétiens.
Les derniers manuscrits connus datent du XVIIIe siècle. Il a servi de base aux alphabets mongol et Toungouses, utilisé pour le mandchou, l'evenki (ou evenk) et le xibe, toujours utilisés en Chine du Nord.
Encore davantage que dans l'écriture sogdienne, le vieil-ouïghour a tendance à représenter les voyelles longues mais aussi les courtes par des matres lectionis. En fait, la pratique de ne pas écrire les voyelles courtes a pratiquement complètement été abandonnée dans l’ouïghour. Donc, bien que dérivant d'un abjad, l'écriture ouïghoure peut être considérée comme ayant pratiquement complètement évolué vers un alphabet. 
À partir du Xe siècle, l'écriture ouïghoure arabisée commence à être utilisée à sa place.

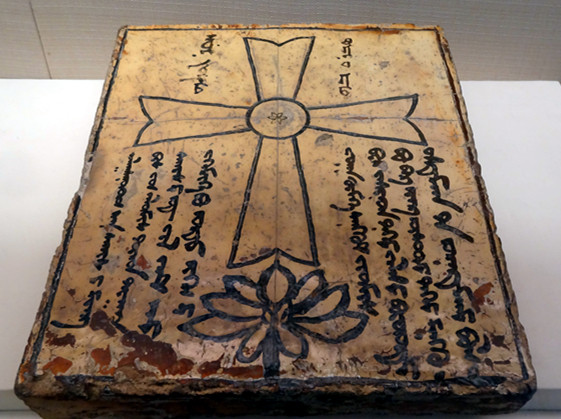
alphabet ouïghour et syriaque sur une épitaphe chrétienne nestorienne
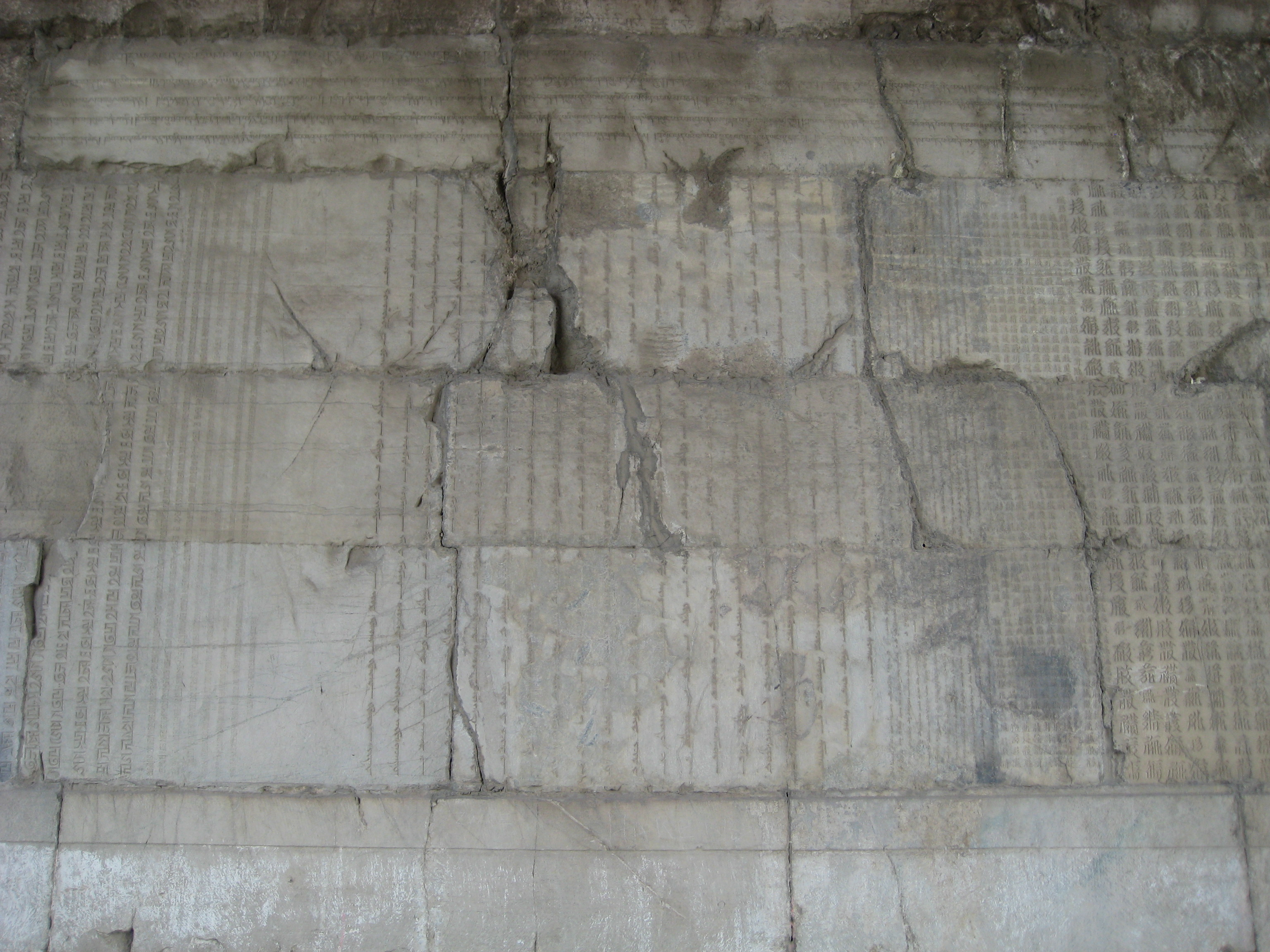
Inscription en vieil-ouïghour sur un mur intérieur de la terrasse des nuages à Juyongguan (zh), dans Pékin.